# Maungakaramea
Maungakaramea est une localité située dans la région du Northland, dans l'Île du Nord de la Nouvelle-Zélande.

## Situation
La ville de Whangarei est localisée au nord-est  , .
Les caractéristiques locales sont marquées par la présence de la «forêt de Tangihua», le club de sport de Maungakaramea et le club de «Mid Western Rugby Club».

## Toponymie
Le nom de Maungakaramea fut donné à ce secteur par les Māoris.
Il y a 2 interprétations sur la signification du nom, l'une est que "Karamea" signifie arbre natif, autrefois la «Karamea tree mountain», l'autre, est que Karamea est une palissade colorée en rouge utilisant la peinture comme celle des peintures de guerre que l'on met sur le corps et sur la face. Il en résulte une interprétation simple qui est «la montagne rouge ocre».

## Histoire
Le secteur de Whangarei allant vers Waipu, «Waihonga» et «Tangihua», fut pris aux  Ngaitahuhu par les Ngapuhi dont le chef était Te Ponaharakeke, qui rejoignit les Te Ngarokiteuru pour guider tous les Ngaitahuhu (en) en dehors du secteur au milieu du XVIIIe siècle.
Le premier enregistrement de la présence d'un colon européen au niveau de la ville de Maungakaramea fut en 1820 quand le révérant Samuel Marsden rencontra la tribu Māori, car il souhaitait voyager à travers le pays via le mouillage de Kaipara Harbour (en).
Le « bloc de Maungakaramea » fut acheté par le gouvernement en 1855 et la partie est du bloc de Maungakaramea, (qui fait maintenant une partie de «Mangapai ») fut ouvert pour la vente en avril 1857, mais la zone maintenant considérée comme étant la ville de Maungakaramea ne fut pas ouverte pour la sélection avant mai 1859.
Parmi les premiers colons, il avait 2 frères, Henry Spear Wilson et Daniel Cook Wilson .

## Installations
Le marae local nommé Maungārongo Marae (en) et la maison de rencontre du nom de Maungārongo (en) sont les lieux de rassemblement traditionnels de l'hapū des Ngāpuhi des Ngāti Hine (en), Ngāti Te Rino (en), Te Parawhau (en) et des Te Uriroroi (en) ,.

## Éducation
L'école de « Maungakaramea School » est une école mixte assurant tout le primaire, allant de l'année 1 à 8 avec un taux de décile de 9 et un effectif de 103 élèves . L'école a célébré son 125 é anniversaire par une réunion en 2000 .